# 偶氮二甲酸二乙酯
偶氮二甲酸二乙酯（化学式：(C2H5OOCN)2），缩写DEAD，一种脂肪族偶氮化合物。用作有机合成试剂。

## 性质
橘黄色热敏性液体。可溶于二氯甲烷、乙醚、甲苯。一般以纯度90％、95％，或40％甲苯溶液的形式出售。对光、热和震动敏感，加热时可猛烈爆炸。密封在暗处冷藏贮存，定期开盖放气。在通风橱中使用。

## 制取
由氯甲酸乙酯先与水合肼作用，发生烷基化生成1,2-二(乙氧羰基)肼，再用硝酸或氯气氧化而得。

## 用途
受两个吸电子的酯基影响，DEAD 的 N=N 双键亲电性很强，十分容易断裂。
- DEAD 和三苯基膦是 Mitsunobu反应（光延反应）中的试剂，其中 DEAD 是活性试剂，用作氢的接受体，而三苯基膦则为氧的接受体，反应后生成键能高的 P=O 键。

- DEAD 可作氧化剂，将伯醇和仲醇氧化为醛酮，硫醇氧化为二硫化物，硫醚氧化为亚砜，以及芳基羟胺氧化为亚硝基芳烃等。
- 仲胺或叔胺在非极性溶剂中用 DEAD 处理，得脱一烷基的胺。
- DEAD 是很好的亲烯体（enophile），与含烯丙位氢的烯组分进行 Ene反应得到N-取代烯丙基偶氮二甲酸。这个产物用 Li/NH3 还原，得N-乙氧羰基烯丙胺的衍生物。

- DEAD 也可作为亲双烯体与共轭双烯发生 Diels-Alder反应，生成[4+2]加成物。如果双烯组分为芳基乙烯，则可用于并环四氢哒嗪的合成。产生的加成物也可通过用碱水解，脱羧，用氯化铜氧化为偶氮化合物，以及用碱处理，最后转化为缩环产物。[4]
- DEAD 与共轭双烯的 Ene 反应和 Diels-Alder 反应是竞争反应，但通常情况下，两种产物之一是反应的绝对主要产物。造成这种现象的原因尚不清楚。
- DEAD 是一种 Michael 加成受体。铜盐催化下，它与 β-酮酯反应得到肼衍生物。[5]

与烷基硼酸在铜盐催化下反应，几乎定量得到相应的肼：
- DEAD 也可用于杂环的构建。例如，查尔酮与 DEAD／三苯基膦作用，生成吡唑啉衍生物：[7]

类似于 DEAD 的试剂还有：
- 偶氮二甲酸二异丙酯（DIAD）
- 4-甲基-1,2,4-三唑啉-3,5-二酮（4-methyl-1,2,4-triazoline-3,5-dione，MTAD）
- 4-苯基-1,2,4-三唑啉-3,5-二酮（4-phenyl-1,2,4-triazoline-3,5-dione，PTAD）

## 另見
- 名稱獨特的化學物質列表